# Saciova
Saciova (węg. Szacsva) – wieś w Rumunii, w okręgu Covasna, w gminie Reci. W 2011 roku liczyła 135 mieszkańców.